# Kim Ju-hyok
Kim Ju-hyok (* 19. März 1986) ist ein ehemaliger nordkoreanischer Eishockeyspieler.

## Karriere
Kim Ju-hyok trat für die nordkoreanische Nationalmannschaft erstmals bei der Weltmeisterschaft 2010 in der Division III an und stieg mit dem Team prompt in die Division II auf. Da die Nordkoreaner an der Weltmeisterschaft im Folgejahr aus finanziellen Gründen nicht teilnahmen, spielte er auch 2012 und 2014 in der untersten Spielklasse. Bei beiden Turnieren verpassten die Nordkoreaner als Zweiter (2012 hinter der Türkei und 2014 hinter Bulgarien) nur jeweils um einen Platz den Aufstieg in die Division II. Auch 2015 spielte er mit den Ostasiaten wieder in der untersten Spielklasse der Weltmeisterschaften. Diesmal gelang durch einen 4:3-Erfolg nach Verlängerung im entscheidenden Spiel gegen Gastgeber Türkei der Sprung in die Division II. Anschließend beendete er seine Karriere.
Auf Vereinsebene spielte Kim für Taesongsan in der nordkoreanischen Eishockeyliga.

## Erfolge und Auszeichnungen
- 2010 Aufstieg in die Division II bei der Weltmeisterschaft der Division III, Gruppe B
- 2015 Aufstieg in die Division II, Gruppe B, bei der Weltmeisterschaft der Division III